# 特比萘芬
特比萘芬（Terbinafine），商品名兰美抒（中國大陸）、療黴舒（台灣）、癬斷清（日本）、樂膚舒（香港）是由諾華公司（一家瑞士製藥公司）人工合成生產之丙烯胺抗真菌藥物。它呈高度疏水性，因此傾向在頭髮、皮膚、指甲和脂肪組織累積。
特比萘芬列名於世界卫生组织基本药物标准清单之中，為基礎醫療體系必備藥物之一。

## 適應症
特比萘芬主要對皮膚真菌有效。
1%的軟膏或粉末可以外用的方式治療表皮感染，如：股癬、足癬，和其他體癬。比起其他抗真菌藥物，特比萘芬軟膏只需一半的時間，即可產生藥效。
針對甲癬（一種指甲的真菌感染），處方常使用口服的250毫克片劑，尤其是對於皮膚真菌或假絲酵母屬所造成的感染。指甲的真菌感染位於指甲深層的角質層中，因此外用藥物能穿透的量療效不足。由於藥片有極些微肝毒性，所以醫護人員應提醒病患此風險，並可能會進行一些肝功能測試，以不時監控病患的肝功能。有一些口服藥物的替代性療法正在研究中。2009年，凱爾特藥廠（Celtic Pharma）公布了一種新的藥方（特比萘芬與轉鐵體的結合物，稱作TDT-067）以外用的方式治療甲癬的臨床研究結果。
鹽酸特比萘芬可能引起或加重亞急性皮膚型紅斑性狼瘡。紅斑性狼瘡的患者在療程前應先與醫生討論可能的風險。

### FDA許可
歐洲於1991年開始使用特比萘芬；美國則於1996年開始使用。
於2007年9月28日，美國食品藥品監督管理局核准療黴舒（鹽酸特比萘芬，諾華股份有限公司）給4歲以上的兒童使用。人们可以將抗真菌藥物撒在小孩子食物上，以治療孩童的頭癬。

## 副作用
口服的鹽酸特比萘芬有許多副作用和藥物不良反應。這可能起因於真菌的治療期過久（兩個月以上），或是因為藥物擴散到作用目標部位以外的地方。與使用特比萘芬有關聯的不良事件包含有：
- 腸胃道異常：腹痛、便祕、噁心、不適、脹氣、腹瀉、消化不良、蠕動障礙、胃炎、膽汁鬱滯（英语：Cholestasis）、放屁、糞便顏色改變、腹部肌肉疼痛
- 中樞神經系統或神經性異常：頭痛、眩暈、專注力下降、感覺異常
- 肝異常：肝酵素上升、肝炎、肝受損、肝衰竭（致死或需要肝臟移植）
- 免疫系統異常：白血球數量下降（包含：各類血細胞減少症（英语：Pancytopenia）、白細胞減少症、淋巴球減少症（英语：Lymphocytopenia）、血小板減少症、顆粒球減少症（英语：Agranulocytosis）、嗜中性白血球低下）、自體免疫反應（英语：Autoimmunity）（例如：紅斑性狼瘡）
- 心理異常：抑鬱、焦慮、失眠、做夢頻率增加或異常、疲倦（英语：Malaise）
- 感覺異常：味覺喪失症（英语：Ageusia）（有時是永久性的）、味覺減退、味覺障礙（有時是永久性的）。這些症狀還常伴隨金屬味和口乾、視覺異常（如：視力模糊、綠視症和複視的現象） [10]
- 皮膚異常：紅疹、蕁麻疹、皮膚刺激、皮膚搔癢、黃疸、史蒂芬斯－強森症候群
- 其他副作用：疲倦、心跳過速、脫髮、貧血、肌肉疼痛、關節疼痛

## 藥理學
鹽酸特比萘芬的外觀呈白色結晶粉末。可溶於甲醇、二氯甲烷和乙醇，且微溶於水。
和其他丙烯胺藥物一樣，藉由抑制鯊烯環氧酶（一種在真菌細胞膜合成路徑中所需的酵素）來抑制麥角固醇的合成。由於特比萘芬抑制鯊烯轉變成羊毛脂醇的過程，因此麥角固醇無法合成。藉此原理提高细胞膜的渗透性，導致真菌細胞溶裂而死亡。